# Packfong
El packfong (del chino, peh tung) es una aleación de cobre, níquel y cinc, muy parecida al alfénido, argentán o alpaca. Se emplea para fabricar muelles de relés y de interruptores. Como su etimología indica, se trata de una aleación empleada principalmente en China.
El packfong contiene del 45 al 65 % de cobre, del 10 a 25 % de níquel y del 15 a 42 % de cinc, y cuando se requiere un fácil arranque de viruta, hasta el 2 % de plomo. El níquel le confiere un color blanco argentado que le da un mayor parecido a la plata alemana. Cuanto más alto es el contenido de níquel mayor es su resistencia a la corrosión. 
La principal virtud del packfong es su bajo coste en comparación con la alpaca. Durante el siglo XVII fueron importantes las importaciones europeas de objetos fabricados a partir del packfong.